# Explorer Woman Ray
Explorer Woman Ray (エクスプローラーウーマン・レイ) est un manga de Takeshi Okazaki publié en 1988 et une adaptation en OAV en 1989. L’histoire est inspirée des deux premiers films d’Indiana Jones et met en scène une aventurière archéologue en lutte contre des collègues peu scrupuleux pour mettre la main sur le secret d’une civilisation ancienne fictive sud-américaine.

## Synopsis
Ray Kazuki une archéologue et aventurière japonaise, détient un miroir artefact de la civilisation des Ords que son grand-père archéologue lui avait confié avant de disparaitre mystérieusement 10 ans auparavant. Cet objet fait la convoitise de plusieurs personnes dont, Rieg un archéologue rival, qui veulent s’en emparer pour mettre la main sur le trésor des Ords et découvrir le pouvoir secret de l’ancienne civilisation.
Rieg parvient à s’emparer du miroir artefact et s’enfonce dans les ruines de Ords dans les Andes avec Ray à sa poursuite. Ils découvrent que par le jeu de la lumière, les Ords pouvait controler les éléments et ainsi apporter la pluie sur leurs terres arides des Andes.

## Personnages
- Rayna Kazuki (Reina Kizuki), petite-fille de Dr Kazuki, elle-même archéologue.

- Mai et Mami Tachibana, 2 jumelles japonaises, étudiantes en archéologie

- Rieg Vader (Rig Veda), ancien assistant du grand-père archéologue Kazuki

## Anime OAV 1989
Une adaptation OAV en 2 épisodes produit par le studio AIC est sorti en 1989.

### Fiche technique
- Titre :  Explorer Woman Ray
- Réalisation : Hiroki Hayashi Haruhisa Okamoto Masato Sato
- Scénario : Masayori Sekijima, auteur original Takeshi Okazaki
- Character design: Hiroyuki Ochi
- Musique: Norimasa Yamanaka
- Pays d'origine :  Japon
- Année de production : 1989
- Genre : science-fiction
- Durée : 2 x 30 minutes
- Dates de sortie :  1993 (US, VHS, U.S. Manga Corps)

### Les Episodes
- 1 - "Ray Appears!  (麗、登場!, Ray, Tōjō!?)", sortie le 26 mai 1989
- 2 - "Mortal Struggle! Farewell to the Past! (死闘! 過去との決別!!, Shitō! Kako to no Ketsubetsu!?)", sortie le 23 juin 1989

### Bande sonore

#### Thème de fin
- " Lights of Love (佐藤環) " de Kaori Saiki par Tamaki Satō